# Resolutie 1311 Veiligheidsraad Verenigde Naties
Resolutie 1311 van de Veiligheidsraad van de Verenigde Naties werd op 28 juli 2000 door de VN-Veiligheidsraad aangenomen met unanimiteit van stemmen. De resolutie verlengde de UNOMIG-waarnemingsmissie in Abchazië met een half jaar.

## Achtergrond
Op de golf van opkomend onafhankelijkheidsstreven van Georgië uit de Sovjet-Unie tegen het einde van de jaren 1980, streefde de Abchazische minderheid in de Abchazische autonome republiek de onafhankelijkheid na, uit angst de autonomie in Georgië te verliezen. Het leidde tot etnische spanningen met de Georgiërs, die in Abchazië de grootste bevolkingsgroep waren.
In 1992 kwam het tot een gewapend conflict, waarbij ook Rusland betrokken raakte, dat het voor de Abchaziërs opnam. Begin 1993 braken zware gevechten uit om de Abchazische hoofdstad Soechoemi. In de zomer van 1993 werd een staakt-het-vuren afgesproken en werd de UNOMIG-waarnemingsmissie opgericht. De val van Soechoemi in september 1993 leidde tot grootschalige etnische zuiveringen tegen de Georgische gemeenschap.

## Inhoud

### Waarnemingen
Het gebrek aan vooruitgang inzake de kwestie-Abchazië was onaanvaardbaar. Beide partijen moesten elke twee maanden bijeen komen. Op 11 juli hadden ze een protocol getekend over de stabilisatie in de veiligheidszone en beslist harder te werken aan dat over de terugkeer van vluchtelingen naar de regio Gali en economisch herstel.

### Handelingen
De partijen moesten blijven onderhandelen over openstaande kwesties, zoals de verdeling van bevoegdheden tussen Tbilisi en Soechoemi. Ze hadden toegezegd geen geweld meer te gebruiken om die kwesties op te lossen. De Veiligheidsraad bevestigde nog eens dat demografische wijzigingen ten gevolge van het conflict onaanvaardbaar waren en drong aan op de terugkeer van vluchtelingen uit Gali.
Verder betreurde de Veiligheidsraad het geweld en de misdaad in de conflictzone en eiste ze dat beide kanten het akkoord van Moskou over het staakt-het-vuren en de scheiding van troepen respecteerden. Ten slotte werd het mandaat van de UNOMIG-waarnemers verlengd tot 31 januari 2001.

## Verwante resoluties
- Resolutie 1255 Veiligheidsraad Verenigde Naties (1999)
- Resolutie 1287 Veiligheidsraad Verenigde Naties
- Resolutie 1339 Veiligheidsraad Verenigde Naties (2001)
- Resolutie 1364 Veiligheidsraad Verenigde Naties (2001)

Lijst ·  1285 ·  1286 ·  1287 ·  1288 ·  1289 ·  1290 ·  1291 ·  1292 ·  1293 ·  1294 ·  1295 ·  1296 ·  1297 ·  1298 ·  1299 ·  1300 ·  1301 ·  1302 ·  1303 ·  1304 ·  1305 ·  1306 ·  1307 ·  1308 ·  1309 ·  1310 ·  1311 ·  1312 ·  1313 ·  1314 ·  1315 ·  1316 ·  1317 ·  1318 ·  1319 ·  1320 ·  1321 ·  1322 ·  1323 ·  1324 ·  1325 ·  1326 ·  1327 ·  1328 ·  1329 ·  1330 ·  1331 ·  1332 ·  1333 ·  1334